# 写研
株式会社写研（しゃけん）は、東京都豊島区南大塚に本社を置く、写真植字機・専用組版システムの製造・開発、書体の制作およびその文字盤・専用フォント製品を販売する企業である。
写植業界のパイオニアであり、かつては業界首位だったが、1990年代以降もDTPへの対応がなされず自社の電算写植システムでのみ組版サービスを提供してきた。2024年にモリサワとの協業でようやくOpenTypeフォント43種の提供を開始した。代表的なフォントに「ナール」「ゴナ」「石井明朝」「石井ゴシック」など。

## 概要
星製薬を退職して写真植字機の実用化を目指していた石井茂吉と森澤信夫が2台目の試作機を完成させた1926年11月3日、石井の自宅を所在地に設立した写真植字機研究所を由来とする。1929年には最初の実用機の販売を開始。戦後1948年に一時的に復帰していた森澤が写研を再度離れ、新たに「写真植字機製作株式会社」（現・モリサワ）を設立したのちも、高度成長期の印刷需要急伸に伴う写真植字の急速な普及の波に乗り、先進的な写真植字機と高品位の書体が評価されて写真植字のトップメーカーに成長した。
1963年の石井茂吉没後、半世紀以上にわたって社長として君臨した三女の石井裕子（1926年9月28日 - 2018年9月24日）のワンマン経営のもと、写植全盛期の1980年代半ばには関東で8割、関西で6割の書体占有率を誇り、当時の価格で手動写植機が1台1,000万円、電算写植機が1台数千万円から1億円余（SAPTRON-APS5H、1981年）と同業他社に比べても割高で、さらに組版から出力までの専用機器一式を販売するごとに億単位の売上を確実に得られる自社機器の販売で年商は300億円を超え、従業員は1,200人を超える大手企業となった。
しかし1990年代、写植にない操作性の良さと低コストで広く普及したMacintoshによるDTPには背を向け、印字1文字ごとにユーザーから使用料を徴収でき、高額な自社製機器販売による売上が見込める自社固有の電算写植システムに固執したため業績は急激に悪化。過去の利益を蓄えた数百億円に上る多額の内部留保金を温存したまま、2003年以降、大きく事業規模を縮小した。
活字時代のモトヤ出身で1963年から30年余にわたり文字制作責任者として写研の数々の書体の制作や監修を手掛け、のち活字メーカーを母体とするイワタエンジニアリング（現・イワタ）で現場指導にあたり同社を国内有数のデジタルフォントベンダーの1社に育てた書体設計士橋本和夫（イワタ顧問）のほか、写研を代表する装飾書体「スーボ」を生み、のちに字游工房社長として「ヒラギノ明朝体」（1993年）などを送り出した鈴木勉（1998年没）や、今田欣一（欣喜堂）、小林章（ドイツ・モノタイプ）など、現代のデジタルフォント環境に貢献する著名な書体デザイナーを輩出したことでも知られる。

## 沿革
- 1924年 - 石井茂吉、森澤信夫により写真植字機が開発される
- 1926年 - 写真植字機研究所設立。東京都北区堀船町に本社を置く。
- 1944年 - 東京都豊島区巣鴨（現南大塚）に移転。
- 1948年 - 森澤信夫、同社を離脱し写真植字機製作株式会社を設立（のちのモリサワ）
- 1950年 -  株式会社写真植字機研究所に改組。
- 1963年 - 石井茂吉の三女・石井裕子が社長に就任。
- 1972年 - 株式会社写研と改称
- 2018年 - 石井裕子が社長在任のまま死去。後任として南村員哉が就任[1][2]。
- 2020年 - 南村員哉が会長に就任、同時に笠原義隆が社長に就任[3]。

## 歴史

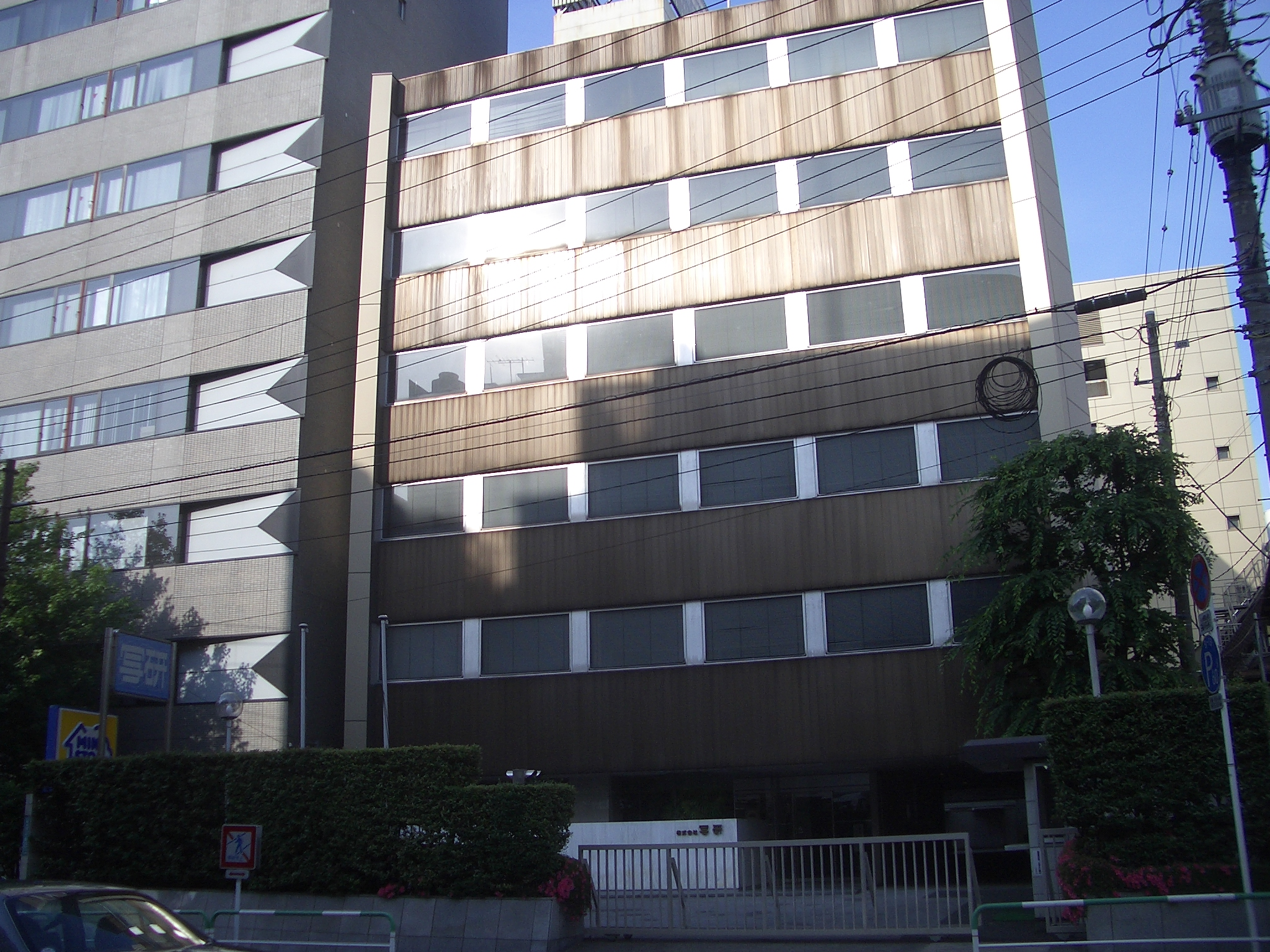
旧本社ビル（2023年解体）

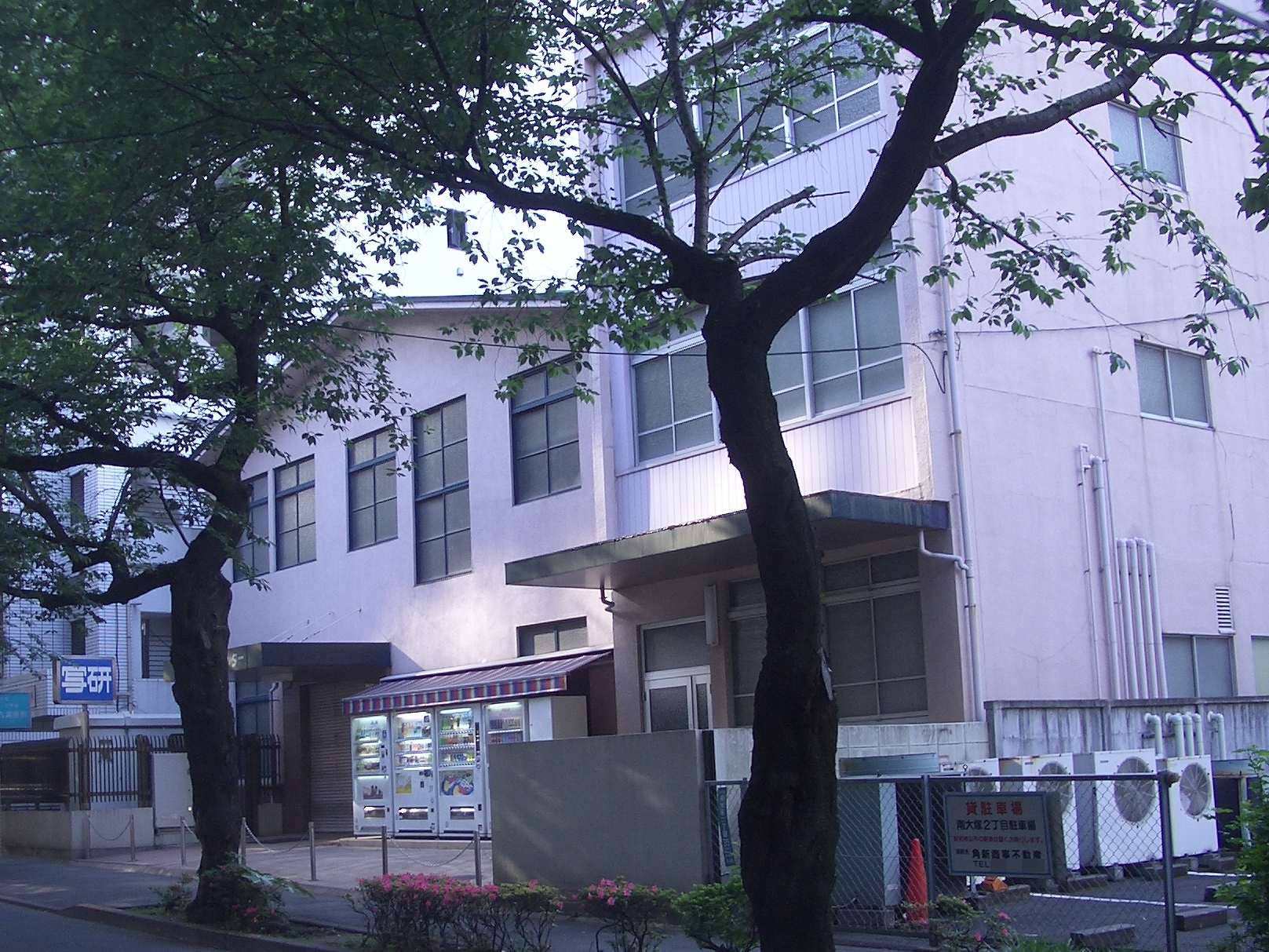
写研トライアルセンター（現本社の位置）

### 1970年代
長く活字組版の効率性を越えることができず、主に端物用として扱われた手動写植機の欠点をコンピュータで補うことで、本文組を活字から奪うことを目指した写真植字機「電算写植」は、高額な設備投資がユーザーに可能であった高度経済成長の追い風のもと、写研の「SAPTON」システムが牽引する形で、大手の新聞社や出版社、印刷会社を顧客の中心として1970年代から普及が本格化。「写植」は登場から半世紀を経てようやく組版の主役となったが、地方の印刷会社では経営規模に比べ負担があまりにも過大なため、1971年の長野県を皮切りに、複数社が共同で資金を出し合って電算写植システムを共有する「電算写植協同組合」が設立されるほど、多額の費用を写植機メーカーに支払う必要があった。

### 1980〜1990年代
1980年代、米国のベンチャー企業アドビシステムズ（現・アドビ）は、パーソナルコンピュータで日本語組版を行うDTP環境構築に不可欠な日本語PostScriptフォントの制作を目指していた。アドビは1986年、国内トップメーカーであった写研に提携を持ち掛けたが、絶頂期にあった写研はこれを拒否。最終的にアドビは業界2位のモリサワと提携し、1989年、モリサワの「リュウミンL-KL」および「中ゴシックBBB」をPostScriptフォント化して搭載したプリンター「LaserWriter II NTX-J」がアップルコンピュータジャパンから発売された。これは1990年代以降の急速な日本語DTP普及の端緒となった。
一方、そのころの写研は電電公社民営化（1985年）に伴う電話回線のデータ通信端末機器開放を受け、1987年以降、各出力装置を電話回線で写研のサーバと結び、印字1文字ごとにフォントレンタル料を徴収する従量課金制を導入。この課金徴収システムの整備と、高額な電算写植機の製造販売で、1991年には年間売上が過去最高の350億円に達した。
しかしバブル崩壊の中、関連機器を含めた一式の導入に安くても数千万円から億単位の投資が避けられない電算写植に比べ、圧倒的に低コストで設備を整えることができ、機器操作専門のオペレーターを介することなくデザイナー自身の手による効率的な作業が可能で、フォントを買い切るためランニングコストも低いという数々の利点を持つDTPは、その標準プラットフォームとなったApple製パーソナルコンピュータ「Macintosh」とともにすでに急速な普及が始まっていた。写研の経営はピーク翌年の1992年から急速に悪化し、同年から架空の売り上げを計上する粉飾決算で黒字を装い続けた。
写研はフォントレンタル料徴収に加え、組版データをPDF出力する新機能にも従量制の高額な使用料を課すなどして売上維持を図ったが、ユーザーの写植離れとMacintoshへの移行の流れはとどまるところを知らず、1998年には売上175億円の写研に対し、PostScriptフォント事業に注力するモリサワが売上187億円となり、モリサワが年商ベースで写研を抜いた。

#### 書体制作部門の混乱
創業者石井茂吉の三女・裕子社長は社長就任（1963年）から25年の1988年3月、突如総務担当専務や部長など幹部を大量に更迭して、自身が本部長のみならず大半の部長職までも兼務する人事異動を実施し、ワンマン経営体制を大幅に強化。裕子は文字部の書体制作現場を自らが部長を兼務する「文字開発部」として分割させ、直接管理するようになった。
翌1989年3月以降、鈴木勉や小林章など文字開発部の主力デザイナーたちの一斉退社が始まり、同年9月には鈴木ら退社組の一部が書体デザイン会社「字游工房」を設立して、退社したほかの写研デザイナーも同社に合流した。その後も1990年代末にかけてデザイナーの退社が相次いだ。
裕子自身は没するまで書体制作の実作業に携わったことはなかったものの、開発環境のデジタル化の進展に伴ってワークステーション上での原字修整作業を可能にしたいとする文字開発部内の要望を拒否し、デジタル化した原字データを再度アナログ出力し手作業で修整する従来の工程厳守を命じた。自社広告で創業70周年の1995年に発売を予告していた本蘭ゴシックファミリーは、裕子の要求でデザインコンセプトの大変更を余儀なくされたことも重なり、70周年には間に合わなかった。
この時期には「本蘭アンチック」として開発され、「本蘭A明朝U」の名で広告された書体など、開発が進められていた複数の書体が発売に至らなかったほか、裕子は社内で提案された写研書体の自社システム以外での使用開放案も却下した。

#### 巨額の所得隠しと粉飾
1999年1月、写研は所得隠しと粉飾決算の疑いで国税庁の査察を前年（1998年）に受け、社内の地下金庫から同庁の査察史上前例のない現金約85億円と割引金融債約25億円が一度に見つかっていたことが明らかになった。
写研は高額な電算写植機の販売が急伸していた1975年ごろから1988年にかけて、自社の取引のほとんどを現金や小切手で行っていたことを利用し、営業部門の売上から取り除いた現金を毎年10億円前後、経理担当幹部が地下倉庫の金庫に運び込み、裏金として蓄財していた。さらに急速な業績悪化が始まった1992年からは、赤字決算を避けようと、裏金を年間5、6億円程度経理に戻し、高いもので一式の価格が1億5000万円の機器などを販売したことを装い、架空の利益を計上して決算を粉飾していた。
発覚時点で脱税に関しては時効が成立していたため、国税庁は発見された現金等を会社資産として繰り入れるよう指導するとともに、割引金融債の時効内の利息分に対してのみ追徴処分をとった。

### 2000年～2018年
写研は2000年、電算写植システム専用の新書体として本蘭ゴシックファミリーを当初の予定から5年遅れで発表したが、結果としてこれが写研最後の新書体となった。売上は対前年比で毎年約10〜30%の落ち込みが続いた。
このため2003年に早期退職募集を行った結果、組版システム開発にあたるソフト開発部門は56人から3人、製品販売を手掛ける営業部門は46人から1人にそれぞれ激減し、事業体制は零細・小企業並みの規模に転落した。
2006年の売上は機械販売5500万円、機械付属品販売1億4800万円、売上全体の7割を占めるフォントレンタル収入も9億1700万円にとどまり、年商規模は数年前のおよそ10分の1となった。
しかし最盛期に蓄えた400億円を超す内部留保だけは取り崩さず、企業としての目立った事業展開や投資は行わないまま、社外から写研の本来の事業とは無関係なアルバイト程度の内職仕事を集め従業員に従事させるという異様な経営を続けた。
2007年7月時点の従業員数は109人で、うち工場所属は40人（埼玉工場30人、川越工場10人）、地方営業所所属は9人と、最盛期の10分の1以下となり、まもなく100人を割り込んだ。高齢化も進んでおり、同年5月現在で従業員全体の7割以上が50歳以上であった。
以後、パーソナルコンピュータによる各種出力が一般化し、機器老朽化や写植用印画紙の供給終了（2013年10月）などによる既存写植機との置き換えが進んだことで、一般商業印刷、放送業界におけるテレビ番組のテロップ、各種屋外掲示物などで広く使われてきた写研書体のほとんどは姿を消した。この間、2011年には石井裕子社長名で写研書体のOpenTypeフォント「写研フォント」の発売を告知したものの実現しなかった。

### 2018年以降

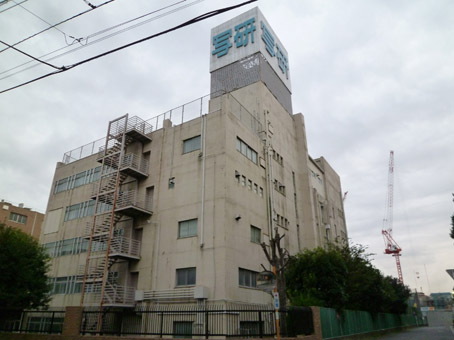
写研埼玉工場（埼玉県和光市、2020年解体）

2018年、半世紀以上にわたり代表取締役社長の座を占めた石井裕子が在任のまま92歳で死去した。後任社長には資産管理を行っている顧問税理士で取締役の南村員哉が就任し、閉鎖状態となっていた旧工場などの遊休地処分をただちに開始した。同年には旧川越工場（埼玉県川越市）の施設を解体して鶴ヶ島市内の所有地と合わせて住友商事に売却し、同社運営の物流施設「SOSiLA川越」（2019年2月竣工）が進出。2020年には旧埼玉工場（埼玉県和光市）も写研が発注者となって解体工事を開始した。跡地は食品スーパーのヤオコーへ賃貸され、2021年10月にヤオコーが管理・運営する商業施設「the marketplace 和光」となった。2020年8月には南村に加え、前年7月に取締役に加わったばかりの笠原義隆が代表権を取得し社長に就任した。さらに2021年にはモリサワとの共同事業として、かつて頓挫した写研書体のOpenTypeフォント開発に着手し、2024年10月15日にモリサワのクラウド型フォントサービス「Morisawa Fonts」に写研製フォントの提供を開始した（後述）。
本社は豊島区巣鴨を経て現社名に改称した1972年以降、鉄筋コンクリート造地上6階建の本社ビルを建設した同区南大塚2丁目26-13にあったが、2022年1月14日、閉鎖状態が続いていた隣接地の「写研トライアルセンター」（旧印字部）跡地に、学生寮「ドーミー」を運営する共立メンテナンス設計による「株式会社写研本社・ドーミー大塚」ビル（鉄筋コンクリート造、10階建）を着工。2、3階を本社事務所とし、4階以上を学生寮「ドーミー大塚」として共立メンテナンスに賃貸する形で2023年4月12日に本社を移転した。

### 写研書体の「OpenTypeフォント化」
写研は2011年7月、東京ビッグサイトで開かれた「第15回国際電子出版EXPO2011」に出展。従来の方針を大きく転換し、OpenType化した「写研フォント」を年内をめどにリリースすると石井裕子社長名で発表した。写研はこの時点でOpenType化作業は終了しているとして、会場ではどの書体からリリースするべきかのアンケートを行うとともに、印刷業界におけるプロユースを念頭に、Adobe InDesign CS5上での組版やiPadでの電子書籍閲覧などで写研フォントを用いるデモンストレーションを行い、大きく注目された。価格は未定で、電算写植機用デジタルアウトラインフォント（Cフォント、タショニムフォント）で存在する全書体を予定していた。
しかしOpenType化の元データとなったCフォントやタショニムフォントは、1980年代初頭の古い技術と印画紙等への出力を前提とした設計水準で製作されたもので、アウトラインが滑らかな曲線を描いていないなど、現代のデジタルフォントに比べて原字に対する精度が低いため、そのままでは写研が目論んだ商品化ができず、2011年末を過ぎても販売時期未定の状態が続いた。
さらに写植時代の既存文字だけではAdobe-Japan1-3（OpenType Std / StdN、9354グリフ）程度にしかならない問題があり、写研が印刷業界の自社ユーザーに聞き取りを行ったところ、最低でもAdobe-Japan1-4（OpenType Pro / ProN、1万5444グリフ、2000年3月発表）以上を要し、一般的にはAdobe-Japan1-6（OpenType Pr6 / Pr6N、2万3058グリフ、2004年6月発表)が常用される現代の商業印刷におけるプロユースには耐えられないとの指摘がなされた。印刷業界が求めるAJ1-4以上にするには、写植時代にはなかった不足分の文字を各書体ごとに新しく制作する作業が避けられなかったが、1990年代のデザイナー大量退職と2003年の早期退職募集以後の写研には事実上不可能であり、2016年ごろを最後に「写研フォント」を提供しようとする動きはいったん途絶えた。

#### モリサワとの共同事業へ
2021年1月18日、モリサワは写研社長・笠原義隆およびモリサワ社長・森澤彰彦の双方のコメントとともに、両社共同事業として写研書体のOpenTypeフォント開発を進めることに合意したと発表した。手動写植機試作1号機開発中の1924年に石井茂吉と森澤信夫が行った邦字写植機特許申請100周年に当たる2024年から順次提供するとしている。
書体開発はモリサワと同社子会社の字游工房が共同で行い、写研出身の書体設計士、鳥海修（字游工房）が全体監修を行う。本文書体としてデジタル環境で常用されることを前提とした「改刻フォント」として『石井明朝』ファミリー（「ニュースタイル」および「オールドスタイル」、ウェイト各4種）と『石井ゴシック』ファミリー（ウェイト5種）の計13書体をAJ1-3（OpenType StdN）相当で、写植時代のデザインを踏襲した「写研クラシックス」として「石井中明朝」など30書体を見出し用文字セット（4833文字）で、それぞれクラウド型フォントサービス「Morisawa Fonts」において2024年10月15日より提供を開始した。

### 自社公式サイトの開設
写研は1990年代初頭に一時自社ドメイン"SHA-KEN.CO.JP"を取得したものの、更新手続きを行わず1993年に日本ネットワークインフォメーションセンター（JPNIC）によって削除された。その後21世紀に入っても長く公式サイトが存在しない状態が続いていたが、石井裕子没後の2019年7月19日に"SHA-KEN.CO.JP"を再取得。同ドメインによる自社公式サイトを2021年3月8日に初めて開設し、同年5月26日には過去に発表した自社書体や歴史を紹介する「写研アーカイブ」を公開した。

## 代表的な製品

### 特徴
写研は「美しい組版のために文字（書体）と組版機器・ソフトウェアを切り離すことはできない」とうたい、両者を抱き合わせた形態でしか販売しなかった。
タショニムコード
写研システムでは書体を「MMAOKL」「MNAG」などの、アルファベット数文字の記号「タショニムコード」で管理した。「多書体をニモニック化してコードで分類したもの」の意であった。基本的に明朝=Mやゴシック=Gなどの略語表記と、それぞれのフォントファミリーにおけるウェイト（文字の太さ）、仮名のスタイル（NKS=ニュースタイルかなスモール、OKL=オールドスタイル［築地体ベース］かなラージ）などで構成されるため、規則性を理解すれば直感的に把握しやすかった。
デジタルフォント
光学式印字では印字速度に限界があるため、電算写植では1977年のSAPTRON-APS5型から、装置内部に組み込んだ印字用小型CRTにフォントのデジタルデータを表示して印画紙に焼き付ける方式になった。当初は精密ビットマップフォントが使用されたが、1983年のSAPLS-N型で、のちのDTPにおけるデジタルフォントと同様に文字の輪郭情報を利用したアウトラインフォントが導入された。これはCフォントという独自形式のフォントで、文字コードは独自のSKコード（SK72/78の2種。違いは同一コード間でのグリフの違い）で管理され、約2万字を包括した。体裁制御コマンドによるテーブルを介した書体指定を行う関係上、同一画面上で使用できる書体数に制約があったが、1993年にはタショニムコードで直接書体を指定することで同一画面上で100書体まで使用可能にした「タショニムシステム」が登場し、同システムに対応するアウトラインフォントを「タショニムフォント」と呼称した。Windows NT上で動作する写研の専用組版システムSingis（シンギス）にはIllustratorやPhotoshopもインストールされていたが、写研のアプリケーション以外からCフォント・タショニムフォントを使用することはできなかった。
SAPCOL
写研の電算写植機では SAPCOL（サプコル）と呼ばれるページ記述言語を用いた。日本語組版に最適化されたもので、出版社ごとに異なる複雑な組版規則（ハウスルール）にも対応できた。1969年にミニコン上で編集処理をするために作られたソフトウェアを30年にわたって更新して構築したプログラムで、「究極の組版プログラム」とも呼ばれた。DTPで主流を占めるPostScriptはデータの後に命令を記述する形式だが、SAPCOLは「ファンクションコード」というコマンド文字で組版情報を設定しテキストデータと混在させるマークアップ方式となっている。ただしPostScriptと異なり、プログラム言語に不可欠な繰り返し処理や変数/関数定義などの機能は持っておらず、任意の値を相対的に変化することはできない。この点ではSAPCOLは柔軟性に欠け、手作業に代わってパーソナルコンピュータなどでファンクションコードを自動挿入するプログラムを組む例がよく見られた。
システムの独自性
写研の電算写植システムは、そのほとんどが独自仕様であり、DTPシステムとはデータの互換性がほとんどなかった。1990年代からしばらくの間は、まだ写研書体に対する需要が高かったため、他社の電算写植やDTPで組版したデータを写研の出力機で印字できる形式に変換する他社製のコンバータソフトウェアが用いられた。当時のDTPにおいて多用されていたQuarkXPressにも、XTensionとして組み込めるコンバータが存在した。

### 手動写植機
- 試作1号機（1925年）
- 試作2号機（1926年）
- 実用機（1929年）
- タイトル専用機（1931年）
- 石井式写真植字機（A型、1936年）
- 石井式二六〇四年型（SK-1型、1943年）
- MC型（1950年）

#### SK型
- SK-2型（1954年）
- SK-3型（1955年）
- SK-3R型（1957年）
- SK-4型（1957年）
- SK-4E型（1958年）
- SK-T1型（1959年）
- SK-3RY型（1960年）
- SK-16TV型（1961年）

#### SPICA型
- SPICA-S型（1963年）
- スピカテロップ（1964年）
- SPICA-L型（1965年）
- SPICA-Q型（1966年）
- SPICA-AD型（1968年）
- SPICA-QD型（1969年）
- SPICA-A型（1973年）
- SPICA-AP型（1975年）
- SPICA-APU型（1976年）
- SPICA-AH型（1979年）

#### PAVO型
- PAVO-8型（1969年）
- PAVO-9型（1981年）
- PAVO-10型（1981年）

##### Jシリーズ
中級機種。
- PAVO-J型（1969年）
- PAVO-JP型（1977年）
- PAVO-JL型（1979年）
- PAVO-JV型（1979年）

##### Kシリーズ
多機能上位機種。
- PAVO-K型（1973年）
- PAVO-K2型（1977年）
- PAVO-K6型（1977年）
- PAVO-K3型（1978年）
- PAVO-KL型（1979年）
- PAVO-KS型（1981年）
- PAVO-KV型（1983年）
- PAVO-KVB型（1983年）
- PAVO-KY型（1987年）

##### Bシリーズ
ビジネスフォーム用。
- PAVO-B型（1975年）
- PAVO-B2型（1978年）
- PAVO-BL型（1981年）

##### Uシリーズ
新聞組版用。
- PAVO-U型（1971年）
- PAVO-KU型（1975年）
- PAVO-UP型（1979年）

### 電算写植機

#### SAPTONシリーズ
- SAPTON試作機（1960年）
- SAPTON-F（1962年） - 防衛庁向け乱数表作製用数字専用機。
- SAPTON-N3110（1965年） - 初の実用機。新聞棒組用。共同通信統一文字コードCO-59を採用。1967年に朝日新聞北海道支社に続き2番目に導入した佐賀新聞社では1968年3月5日付紙面で日本初の日刊紙全面写植化と活字全廃を達成。
  - SAPTEDITOR-N（1966年） - SAPTON-N用新聞用さん孔テープ編集機。記事オリジナルテープと赤字訂正指令テープを読み取り、編集組版処理済みの紙テープを出力。
- SAPTON-P（1968年） - 一般印刷用棒組全自動写植機。1号機は出版社ダイヤモンド社に納入。
  - SAPTEDITOR-P（1968年） - SAPTON-P用さん孔テープ編集機。
- SAPTON-H - 新聞見出し作成用。
- SAPTON-A5260/A5440（1969年） - 一般印刷用棒組専用機。従来のさん孔テープの代わりにDEC社製ミニコンピュータPDP-8を使用した編集組版用ソフトウェアSAPCOL-D1と組み合わせて使用。
  - SAPCOL-D1 - 一般印刷用組処理ソフト。
- SAPTON-N5265（1970年） - 新聞棒組用。新聞用組処理ソフトSAPCOL-D3と組み合わせて使用。
  - SAPCOL-D3 - 新聞用組処理ソフト。
  - SAPCOL-D5 - 一般印刷用組処理ソフト。
  - SAPCOL-H6 - 一般印刷用組処理ソフト。
  - SAPCOL-H3 - 新聞用組処理ソフト。
- SAPTON-N12110（1972年） - 新聞棒組専用、初のスタンドアロン型（ハードウェアを標準化し、ミニコンピュータSAILACで顧客毎のカスタマイズを行う方式）。小型化・低価格化目指す。
- SAPTON-N7765（1972年） - 新聞用スタンドアロン型。
- SAPTON-Spitsシステム（1972年） - 一般印刷用スタンドアロン型。全自動写植機で初めてページ組版に対応。
  - SAPTON-Spits7790 - 感材のロールバック機構を搭載し任意の位置への印字、スポット罫引きが可能に。
  - SAPCOL-HS - ページ組処理ソフト。HITAC-10を使用。日本語組版のJIS規格化の基本となった。
  - SABEBE-S3001 - Spitsシステム用漢字さん孔機。「一寸ノ巾式左手見出しキー」を採用。
- SAPTON-NS11（1975年） - 新聞用。赤字訂正処理機能付。搭載ミニコンをHITAC-10Ⅱに変更。
- SAPTON時刻表組版システム（STC、1976年） - 日本交通公社向け。
- SAPTON-NS26D（1977年） - 新聞用。共同通信文字コードCO-77に対応。
- SAPTON-Somanechi6812（1977年） - 一般印刷用。
- SAPNETS-N（1977年） - 新聞用編集・校正・レイアウトシステム。校正用のVDT表示用文字発生装置搭載。
- SAPTON-NS26DF（1981年） - 新聞用。SAPTON-NS26Dにデータ入出力用フロッピーディスクを使用できるようにした。
- SAPTON-Somanechi6812S（1981年） - 一般印刷用。SAPTON-Somanechi6812にデータ入出力用フロッピーディスクを使用できるようにした。

#### SAPTRONシリーズ
高解像度のCRT上に文字を出力して感材に露光する方式で印字高速化。
- SAPTRON-G1（1977年） - 文字円盤を投影するアナログフォント方式CRT写植機。新聞用。
- SAPTRON-APS5（1977年） - 米オートロジック社のAPS5型CRT写真植字機を和文仕様にしたビットマップフォント投影のデジタルフォント方式CRT写植機。
- SAPTRON-G8N/G8S（1979年） - 8書体搭載アナログフォント方式CRT写植機。
- SAPTRON-APS5H（1981年） - 文字記憶方式を改良して印字速度毎分1万3200字を実現した超高速CRT写植機。価格1億300万円。
- SAPTRON-APSμ5（1981年） - APS5型の印字速度を毎分3000字にスペックダウンして価格を下げたCRT写植機。価格は棒組仕様が6000万円、台ページ組仕様が7000万円。
- SAPTRON-Gelli（ジェリー、1983年） - 計測機器用5インチCRTを使用した写研独自方式のデジタルCRT写植機。
- SAPTRON-APSμ5S（1983年） - 編集組版用ミニコンピュータとAPSμ5を一体にしたスタンドアロン型CRT写真植字機。
  - SAPGRAPH-L（1983年） - APS5/APSμ5/APSμ5S用図形入力サブシステム。
- SAPTRON-Gimmy S1040/SS1040（1985年） - SAPTRON-Gelliをベースに投影フォントをビットマップからCフォントに変更。一般印刷用。
- SAPTRON-Gimmy N1440/N1425（1985年） - Gimmy S1040の新聞用Cフォント出力機。
  - SAPGRAPH-L61（1985年） - CCDスキャナ実装などSAPGRAPH-L改良の図形入力サブシステム。
  - SAPGRAPH-G（1987年） - 写真画像を扱えるようにした図形入力サブシステム。

#### SAPLSシリーズ
アウトラインフォント（1985年、Cフォントと命名）を搭載しレーザーで感材に露光する方式で文字画像を一括出力するイメージタイプセッター（製版機）。
- SAPLS-N（1983年）
- SAPLS-Laura/Michi（1987年） - SAIVERT-H202用出力専用機。

#### SAIVERTシリーズ
SAPNET-NをベースにほぼWYSIWYGを実現したレイアウトターミナルで、出力機として校正用プリンターSAGOMESシリーズやイメージタイプセッターSAPLSシリーズが別に必要。印画紙出力に近いイメージを画面表示することができた。ページ物向きとされたSAIVERT-SとSAIVERT-P、端物を主に扱う単ページ用のSAIVERT-Hがあった。
- SAIVERT-N（1983年） - 表示用20インチCRTを搭載した新聞用校正編集レイアウトターミナル。
- SAIVERT-S（1984年） - 表示用15インチCRTを搭載した一般印刷用レイアウトターミナル。
  - SAZANNA-SP313（1985年） - 文字入力とともに組上がり状態が確認できる組表示付入力校正機。SAPCOL-HSやSAIVERT-S用テキストデータを出力。
- SAIVERT-H101（1985年） - 出力用Cフォントを使用し，出力時と同じ体裁をCRT画面上に表示する端物用レイアウトターミナル。
- SAIVERT-H202（1987年） - レンタルの30書体フォントパックを搭載し初めて印字の従量課金制を導入したレイアウトワークステーション。レーザー出力専用機SAPLS-Laura/Michiと組み合わせて運用。
- SAIVERT-P（1989年） - 作図機能や画像入力編集機能などを追加し表示組版可能文字サイズを拡張。

#### SAMPRASシリーズ
- SAMPRAS-C（1997年） - WYSIWYGレイアウトアプリケーション。価格780万円。出力機が別に必要。ハードディスクドライブ全体のファイル検索といった基本操作ができないなどの制約があった。日立製ワークステーションで稼働。

#### Singis
- Singis（シンギス、2000年） - 写研写植機の事実上の最終機種。出力機が別に必要。カラー対応、多ページ対応。メイン21インチCRTディスプレイのほかに、パレット類表示用15インチ液晶ディスプレイを標準装備する。写研機ではじめて一般的なPC/AT互換機（日立FLORA）をベースマシンとして採用し、Windows NT上で動作するソフトウェアとなった。価格500万円。PC用の画像データ取り込み用にAdobe Illustrator9.0とAdobe Photoshop5.5も搭載。

### TELOMAIYER
放送用電子テロップ送出装置。
- TELOMAIYER-T（1983年） - 初代テロメイヤ。ディスプレイを用いてレイアウトを行い、画像メモリに蓄積したデータを黒地に白文字の感熱紙に出力。
- TELOMAIYER-TG（1985年） - テロップカード出力のほか、ビデオ出力（NTSC）にも対応。1985年9月28日に稼働を開始したテレビ朝日アーク放送センターの生放送に対応した電子画システムの作画装置の一部として4台採用され[注 3][29]、1997年まで使用された。
- TELOMAIYER-C（1989年） - PC-9800シリーズ上で稼動し、感熱紙プリンタ・スキャナが接続可能。Cフォント搭載。フォントデータは1書体35万円。
- TELOMAIYER-C1 - 日立製ワークステーションで稼動。使用フォントに制約があるCフォントに代わりタショニムフォント搭載。
- TELOMAIYER-C1 HD - C1のSD画質をアップコンバートすることでHD出力に擬似的に対応したもの。

### 書体
写研は、自社製品対応書体のほとんどを社内で設計・開発した。活字に比べ写植文字盤は1書体あたりの専有面積が少なく、字数が多い日本語でも多くの書体を扱うことが可能となったため、同社では積極的に新書体を開発した。1969年には賞金100万円（第1回当時）の石井賞創作タイプフェイスコンテストを設けて開発を奨励。ゴナやスーボ、ナール、ボカッシイなど、ユニークかつ完成度の高いデザイン書体が多く発表された。
写研の主な和文書体の発表年は次の通りである。
- 1932年 - 石井太ゴシック、石井楷書
- 1933年 - 石井中明朝
- 1937年 - 石井ファンテール
- 1951年 - 石井細明朝
- 1954年 - 石井中ゴシック
- 1956年 - 石井中丸ゴシック
- 1958年 - 石井細丸ゴシック、石井太丸ゴシック、石井中教科書
- 1959年 - 石井太明朝、石井横太明朝、石井太教科書
- 1960年 - 石井特太明朝、石井細教科書
- 1961年 - 石井特太ゴシック
- 1964年 - 新聞特太明朝、新聞特太ゴシック
- 1967年 - 岩田新聞明朝（岩田母型製造所原字提供）
- 1968年 - 岩田細明朝、岩田太ゴシック（岩田母型原字提供）
- 1970年 - 石井中太ゴシック、岩田新聞ゴシック（岩田母型原字提供）
- 1972年 - 曽蘭隷書、ファニー
- 1973年 - ナール
- 1974年 - スーボ、ナールD
- 1975年 - 本蘭明朝L、大蘭明朝、石井新細ゴシック、ゴナU、ナールL、ナールM、ナールO、岩蔭行書
- 1976年 - スーボO
- 1977年 - ナールE
- 1979年 - ゴナE、ゴナO、スーシャL、スーシャB、淡古印
- 1981年 - 秀英明朝（大日本印刷原字提供）、石井中太ゴシックL、ゴナOS、ゴーシャE、ファン蘭B、けんじ勘亭
- 1982年 - ゴーシャO、ゴーシャOS、ファン蘭O、ファン蘭OS、イナブラシュ
- 1983年 - ゴナL、ゴナM、ゴナD、ゴナDB、ゴナB、ファン蘭E、ボカッシィG、岩陰太行書、ナカフリーL、ナカフリーB、イノフリー
- 1984年 - スーボOS、織田特太楷書、イダシェ
- 1985年 - 本蘭明朝M、本蘭明朝D、本蘭明朝DB、本蘭明朝B、本蘭明朝E、本蘭明朝H、ゴナH、ゴナIN、ミンカール、カソゴL、紅蘭細楷書、紅蘭中楷書、茅楷書、茅行書、織田勘亭流、鈴江戸、イナひげ、イボテ、ナミン
- 1987年 - ナールDB、創挙蘭E、ナーカン
- 1989年 - ゴーシャU、曽蘭太隷書、イナクズレ、イナミンE、いまりゅうD
- 1991年 - キッラミン、けんじ隷書、ナカゴしゃれ、ナカミンダB-S、ナカミンダB-I
- 1993年 - 爽蘭明朝、創挙蘭L、創挙蘭M、創挙蘭B、今宋M、イナピエロM、イナピエロB、イナピエロU-S
- 1995年 - ナールH、ナールU、いまぎょうD
- 1996年 - 石井中少太教科書、石井中太教科書
- 1997年 - ゴカールE、ゴカールH、ゴカールU、スーシャH、横太スーシャU、ゴーシャM、はせフリーミンB、はせフリーミンE、はせフリーミンH、紅蘭太楷書、紅蘭特太楷書、田行書、けんじ特太隷書、ナカミンダM-S、ゴナラインU
- 2000年 - 本蘭ゴシックL、本蘭ゴシックM、本蘭ゴシックD、本蘭ゴシックDB、本蘭ゴシックB、本蘭ゴシックE、本蘭ゴシックH、本蘭ゴシックU、イダサインM

※書体名は2001年時点の呼称。当初、本蘭明朝Lは「本蘭細明朝」ファミリー展開前は、ゴナUはゴナ、創挙蘭（現在の創挙蘭E）などはウェイト表示のないものとしてリリースされた。